# ENPP3
O ectonucleotídeo pirofosfatase/fosfodiesterase membro da família 3 é uma enzima que em humanos é codificada pelo gene ENPP3.

## Função
A proteína codificada por esse gene pertence a uma série de ectoenzimas que estão envolvidas na hidrólise de nucleotídeos extracelulares. Essas ectoenzimas possuem atividades ATPase e ATP pirofosfatase e são proteínas transmembrana do tipo II. A expressão do mRNA de rato relacionado foi encontrada em um subconjunto de células gliais imaturas e no trato alimentar. A proteína de rato correspondente foi detectada no pâncreas, intestino delgado, cólon e fígado. O mRNA humano é expresso em células de glioma, próstata e útero. A expressão da proteína humana foi detectada no útero, basófilos e mastócitos.